# Perzikscheutboorder
De perzikscheutboorder (Anarsia lineatella) is een vlinder uit de familie van de tastermotten, de Gelechiidae. De spanwijdte van de vlinder bedraagt tussen de 11 en 14 millimeter. De soort komt verspreid over een groot deel van de wereld voor, in de buurt van de teelt van soorten prunus. De overwintering vindt plaats als rups.

## Waardplanten
De perzikscheutboorder heeft allerlei soorten prunus als waardplanten. De rupsen eten van jong blad en in tweede instantie ook van de vruchten. Ze kunnen zich tot plaag in de fruitteelt ontwikkelen.

## Voorkomen in Nederland en België
De perzikscheutboorder is in Nederland en België een zeldzame soort. De soort vliegt van halverwege mei tot in augustus.